# Léonce de Saint-Martin
Pour l’article homonyme, voir Saint-Martin.

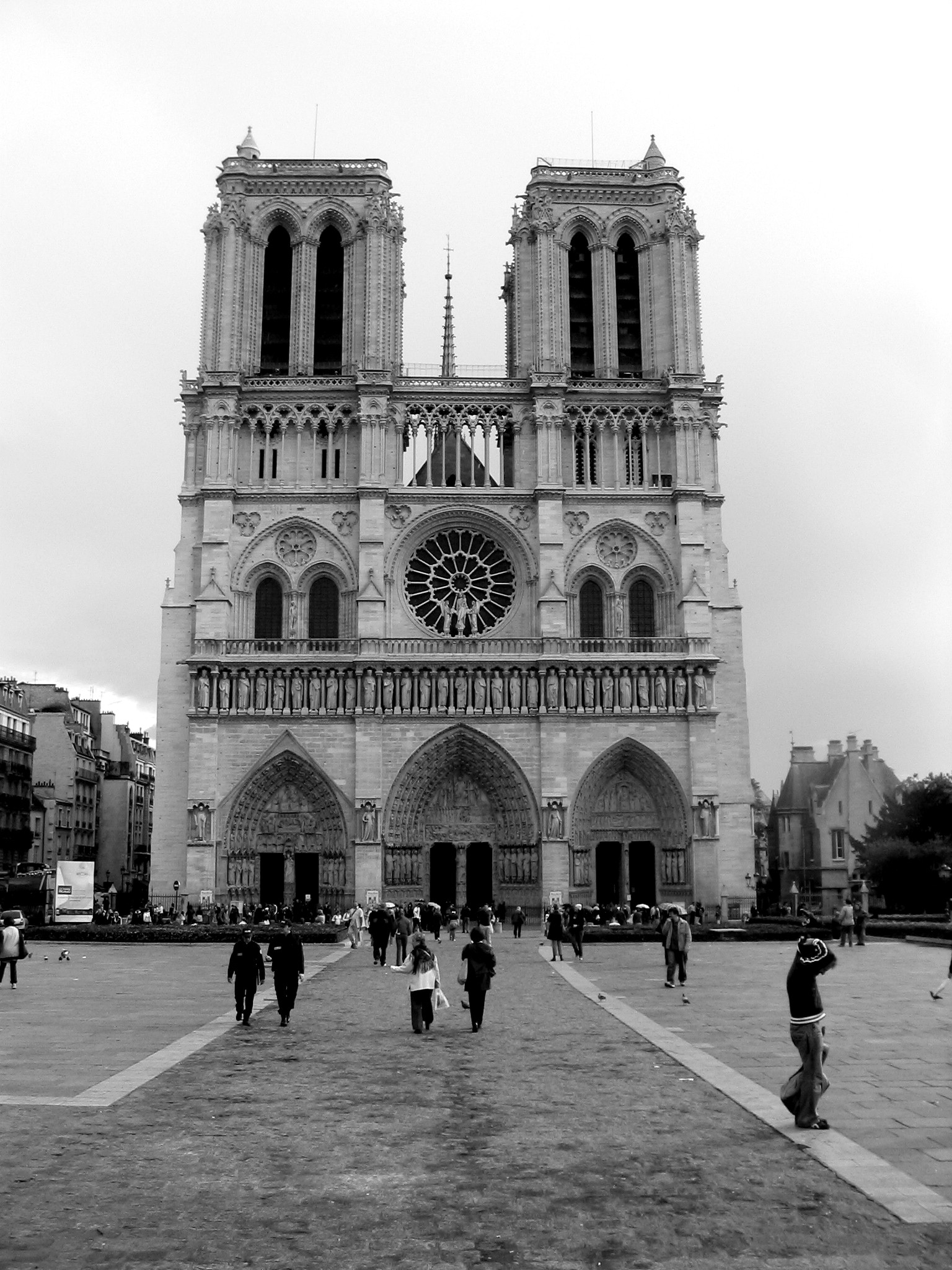
Cathédrale Notre-Dame de Paris

Le comte Léonce de Saint-Martin, né le 31 octobre 1886 à Albi et mort le 10 juin 1954 à Paris (4e), est un organiste et compositeur français.

## Biographie
Après avoir étudié l'orgue avec Louis Vierne, dont il était déjà le suppléant et avec lequel il se brouillera, il lui succède en 1937,  en tant que titulaire des grandes orgues Cavaillé-Coll de Notre-Dame de Paris. Sa nomination créa des contestations dans le milieu organistique, qui ne voyaient en lui qu'un  musicien amateur de peu d'envergure. Une pétition fut remise à l'archevêque de Paris demandant qu'un concours soit organisé, conformément au souhait de Louis Vierne. Gaston Litaize et Jean Langlais avaient décidé de laisser le champ libre à Maurice Duruflé pour remporter ce concours. Mais l'archevêque refusa de donner suite à cette pétition. Léonce de Saint Martin donna des concerts en France et en Angleterre. Mais à la fin de sa vie il connut des difficultés financières, tentant de trouver d'autres activités dans une agence de publicité et également en tant qu'expert pour les orgues.  Peu avant sa mort, il reçut Pierre Cochereau à sa tribune durant une messe et lui demanda d'improviser durant l'offertoire. Il le considéra comme son successeur. Il est décédé en 1954 ; à ses obsèques ne vinrent que seulement deux organistes : Marcel Dupré et Jeanne Demessieux. Il repose dans la chapelle familiale du cimetière des Planques d'Albi.
Pour organiser le 10e anniversaire de sa mort, l'association « Les Amis de Léonce de Saint-Martin » se crée le 27 février 1963. L'association organisera un événement particulier pour chaque anniversaire de décennie de la mort de Léonce de Saint-Martin, auquel participeront des artistes tels Pierre Cochereau, Jehan Revert, Gaston Roussel, Dominique Merlet, Michel Chapuis, Jean-Paul Imbert, Pierre Pincemaille.

## Décorations
- Chevalier de l'Ordre de Saint-Grégoire-le-Grand
- Croix de Guerre 1914-1918.

## Compositions

### Pour orgue seul
- Six pièces brèves op. 11 (1926)

1. Prélude
2. Pastorale
3. Intermezzo
4. Andante
5. Choral
6. Final

- Offertoire pour Fêtes simples de la Sainte Vierge op. 10 (1929)
- Suite cyclique op. 11 (1930)

1. Prélude
2. Fugue
3. Cantilène
4. Carillon

- Scherzo de concert op. 18 (1930)
- Paraphrase du psaume 136 : super flumina Babylonis op. 15

1. Tristesse des Hébreux captifs de Babylone
2. Lamentation au souvenir de Jérusalem
3. Babylone la Superbe
4. Les Hébreux maudissent leurs vainqueurs

- Offertoire sur deux noëls op. 19 (1937)
- Stèle pour un artiste défunt (à la mémoire de Louis Vierne) op. 20 (1938)
- Postlude de fête «Te Deum laudamus» op. 21 (1938)
- Berceuse de Noël op. 25 (1939)
- Genèse op. 26 (1940)

1. La marche sous la malédiction
2. Les éléments et la vie
3. Mort d'Adam ; prière et mort d'Ève

- Passacaille op. 28 (1940)
- Choral-Prélude pour le temps de l'Avent op. 31 (1940)
- Venez, divin Messie op. 32 (1940)
- Pastorale op. 35 (1942)
- Le salut à la Vierge op. 34 (1944)
- Toccata de la Libération op. 37 (1944)
- À la gloire de saint Louis op. 33 (1945)
- Toccata et fugue de la Résurrection op. 38 (1945)
- Symphonie Dominicale op. 39 (1946-1948)

1. Prélude
2. Aria
3. Fantaisie-Choral
4. Prière
5. Postlude

- Symphonie Mariale op. 40 (1948-1949)

1. Prélude
2. Salve Regina
3. Ave Regina
4. Alma Redemptoris
5. Postlude

- Cantique Spirituel op. 41 (1950)
- Salve Regina (dit des moines d'Estaing) (non daté)

### Pour chœur
- Tu es Petrus à 4 voix mixtes et 2 orgues op. 7 (1929)
- Messe en Mi à 4 voix mixtes, 2 orgues, 3 trompettes et 3 trombones ad lib. op. 13 (1931-1932)
- Ave Maria, voix et orgue op. 17 (1934)
- Panis Angelicus pour chœur et orgue op. 27 (1940)
- Kyrie funèbre à 4 voix mixtes et 2 orgues, cuivres ad lib. op. 36 (1944)
- Magnificat à 4 voix mixtes et 2 orgues op.42 (1950-1951)
- Tantum ergo, voix et orgue (non daté)

### Pour orgue et autres instruments
- In Memoriam, Paraphrase de l'Hymne national pour orgue et cuivres

### Mélodies (voix et piano)
- Soir d'automne (1910)
- Six mélodies

1. Paris d'avril
2. Grisaille
3. Mariez-vous
4. Cimetière de Paris
5. L'heure du thé
6. Vampire

- L'enfant
- Hymne à la très chère op. 13 (1932)
- Sur les balcons du ciel op. 14 (1932)
- Midi
- Novembre
- Hiver
- Ivresse au printemps
- Esquisse sur un poème de Tristan Klingsor (1945)
- Espérance (1952)

## Transcriptions
- Concerto Grosso no 8 « Pour une nuit de Noël » - Corelli
- Passacaille - F. Couperin le Grand
- La grande Porte de Kiev - Moussorgsky
- ''Le vol du bourdon'' - Rimsky-Korsakov
- Saint-François de Paule marchant sur les flots - Liszt